# 조행일록
조행일록(漕行日錄)은 익산의 함열현감 임교진이 세곡을 배로 운반하면서 세곡내역과 노정을 날짜별로 상세하게 기록한 필사본 책이다. 2018년 12월 5일 문화재 지정예고 절차를 거쳐, 2019년 2월 13일 부산광역시의 문화재자료 제108호로 지정되었다.

## 지정 사유
국립해양박물관 소장 '조행일록'은 익산의 함열 현감 임교진이 세곡을 배로 운반하면서 세곡내역과 노정을 날짜별로 상세하게 기록한 필사본 1책으로 1862년 11월부터 1863년 5월까지의 일기형식 기록이다. 이 책은 조운에 대하여 상세하게 설명하고 있으며 좌초 등에 대한 기록을 근거를 삼아서 책임의 소재를 분명히 할 수 있는 조세운반에 관한 전반적인 내용을 기록하고 있다.
이것보다 10여년 늦게나온 1875년의 '을해조행록(乙亥漕行錄)'은 분량이 적고 내용이 상세하지 못하지만 국립해양박물관 소장 '조행일록'은 배가 출발하기 전의 세곡수집 과정과 항해과정을 상세히 쓰고 도착해서 납부한 것까지의 과정을 상세히 기록하고 있어 높은 가치를 가지고 있다. 또한 조선시대의 조운제도를 표현하고 있으며 현재까지 밝혀진 조운일기 중 가장 오래된 것으로 추정되고 상세하게 기록하고 있어 조선후기 조운제도 연구와 희소성에서도 높은 상징적 가치를 가지는 귀중한 자료이다.

## 같이 보기
- 을해조행록

## 참고 문헌
- 조행일록 - 국가유산청 국가유산포털